# PEOPLE (ラジオ番組)
PEOPLE（ピープル）はジャパンエフエムネットワーク（JFNC）制作で、JFN系列各局で放送されている番組である。放送時間は毎週日曜 5:00 - 6:00。2003年4月5日に放送開始。
共通テーマを“人”、共通コンセプトを“ターゲット・ジャーナリズム、ターゲット・アカデミア”として4つ（第5週目がある場合は5つ）のコンテンツを週替わりに送るオムニバス番組。

## パーソナリティ
- 各週のタイトルは番組公式サイト内の記事[2][3]に基づく。

### 現在
- 第1週：たかまつなな『たかまつななの政治家とだべろう』
- 第2週：平野啓一郎、トムセン陽子『〜平野啓一郎の“そろそろいい時間”〜』
- 第3週：弘兼憲史、尾崎里紗『編集長!お時間です。』
- 第4週：伊藤洋介、古市憲寿『〜伊藤洋介・古市憲寿のJ-POP J-MIND〜』
- 第5週：林田洋平『〜from JAPAN〜』

## 歴史
- 2003年（平成15年）4月5日 - 『ASIAN WALK』の後番組として毎週土曜 5:00 - 6:00に放送開始。エフエム秋田のみ2日遅れの毎週月曜 19:00 - 19:55の短縮放送だった。初期の顔触れは以下の通り[4]。
  - 第1週：阿川佐和子、大竹まこと「阿川佐和子・大竹まことのとことんNIPPONウオッチャー」
  - 第2週：早見優「プラネット・ボイス〜子供たちへ〜」
  - 第3週：花田紀凱、中田美香「編集長!お時間です」
  - 第4週：近藤サト「永田町カフェ」
- 2004年（平成16年）10月2日 - エフエム秋田での放送が「COAST TO COAST」と入れ替わり、毎週土曜 18:00 - 18:55に放送時間変更。
- 2006年（平成18年）4月2日 - 『SATURDAY ON THE WAY』の時間拡大に伴い、現在の放送時間に変更。かつてこの枠では八塩圭子が担当する同種の情報番組『ニッポニアニッポン〜失われつつあるトキを求めて〜』が放送されており、その後継ぎともいえる。同時にエフエム秋田も同時ネットに切り替え、60分に拡大。さらにTOKYO FMでも45分版が放送開始（しかし、2009年（平成21年）9月27日に放送終了）。
- 2018年（平成30年）6月24日 - エフエム岩手の放送終了。
- 2020年（令和2年）5月17日 - エフエム仙台の放送開始。
- 2021年（令和3年）
  - 3月28日 - エフエム仙台の放送終了。
  - 4月4日 - 長野エフエム放送の放送開始。
- 2025年（令和7年）5月25日 - エフエム佐賀の放送終了。

## ネット局
2025年6月現在。全て同時ネット放送。全局、「radiko」・「radiko.jpプレミアム」聴取可能。
JFN系列の局において、AIR-G'・K-mix・FM AICHI・FM GIFU・FM大阪・JOEU-FM・FM FUKUOKA・特別加盟局のInterFM897は番組開始から、TOKYO FMは2009年10月より、FM IWATEは2018年7月より、Date fmは2021年4月より、
FMSは2025年6月より未ネットとなっている。
| 放送対象地域   | 放送局名                                    | 備考                                                                          |
| -------------- | ------------------------------------------- | ----------------------------------------------------------------------------- |
| 青森県         | エフエム青森（AFB）                         |                                                                               |
| 秋田県         | エフエム秋田（AFM）                         |                                                                               |
| 山形県         | エフエム山形（Rhythm Station）              |                                                                               |
| 福島県         | エフエム福島（ふくしまFM）                  |                                                                               |
| 群馬県         | エフエム群馬（FM GUNMA）                    |                                                                               |
| 栃木県         | エフエム栃木（RADIO BERRY）                 |                                                                               |
| 新潟県         | エフエムラジオ新潟（FM-NIIGATA）            |                                                                               |
| 長野県         | 長野エフエム放送（FM長野）                  |                                                                               |
| 富山県         | 富山エフエム放送（FMとやま）                |                                                                               |
| 石川県         | エフエム石川（HELLO FIVE）                  |                                                                               |
| 福井県         | 福井エフエム放送（FM FUKUI）                |                                                                               |
| 三重県         | 三重エフエム放送（レディオキューブ FM三重） |                                                                               |
| 兵庫県         | 兵庫エフエム放送（Kiss FM KOBE）            | 放送日が1月17日と被る場合は阪神・淡路大震災追悼特番を放送するため休止となる。 |
| 滋賀県         | エフエム滋賀（e-radio）                     |                                                                               |
| 広島県         | 広島エフエム放送（HFM）                     |                                                                               |
| 山口県         | エフエム山口（FMY）                         |                                                                               |
| 鳥取県・島根県 | エフエム山陰（V-air）                       |                                                                               |
| 岡山県         | 岡山エフエム放送（FM OKAYAMA）              |                                                                               |
| 香川県         | エフエム香川（FM香川）                      |                                                                               |
| 高知県         | エフエム高知（Hi-Six）                      |                                                                               |
| 徳島県         | エフエム徳島（FM TOKUSHIMA）                |                                                                               |
| 長崎県         | エフエム長崎（FM Nagasaki）                 |                                                                               |
| 大分県         | エフエム大分（Air-Radio FM88）              |                                                                               |
| 熊本県         | エフエム熊本（FMK）                         |                                                                               |
| 宮崎県         | エフエム宮崎（JOY FM）                      |                                                                               |
| 鹿児島県       | エフエム鹿児島（μFM）                       |                                                                               |
| 沖縄県         | エフエム沖縄（FM沖縄）                      |                                                                               |